# HD208063
HD208063 — хімічно пекулярна зоря спектрального класу A1, що має  видиму зоряну величину в смузі V приблизно  6,6.
Вона  розташована на відстані близько 1953,0 світлових років від Сонця.

## Пекулярний хімічний склад
Зоряна атмосфера HD208063 має підвищений вміст 
Si
.

## Магнітне поле
Спектр даної зорі вказує на наявність магнітного поля у її зоряній атмосфері.
Напруженість повздовжної компоненти поля оціненої з аналізу
становить  730,0± 460,0 Гаус.